# Renata Pokupić
Renata Pokupić (Virovitica, 24. srpnja 1972.) hrvatska je operna pjevačica (mezzosopranistica) s istaknutom međunarodnom karijerom.

## Život i karijera
Diplomirala i magistrirala na Muzičkoj akademiji u Zagrebu, gdje je studirala kod Zdenke Žabčić-Hesky. Ubrzo nakon stjecanja diplome osvojila je dvije prve nagrade na 36. Međunarodno glazbeno natjecanje Antonín Dvořák u Karlovim Varima, Češka, kao i dvije posebne nagrade na istom natjecanju. Dospjela do finala 8. Međunarodnog natjecanja Mozart u Salzburgu i na Competizione dell 'Opera u Dresdenu u 2002. 

## Diskografija
- Les Troyens, Hector Berlioz, dirigent Sir John Eliot Gardiner, s et Orchestre Révolutionnaire Romantique, Monteverdi zbor  i Susan Graham, među ostalima[2]
- # cd Operngala - 16. Festliche Operngala für die AIDS-Stiftung  Arhivirana inačica izvorne stranice od 25. svibnja 2011. (Wayback Machine), dirigent Andrej Jurkjevič, Zbor i orkestar Deutsche Oper in Berlin[3]

## Filmografija
- "Sve najbolje" kao Brankica Oblak (2016.)

## Nagrade i priznanja
- nagrada Milka Trnina za 2004.

## Vanjske poveznice
- biografija na Službenim biografijama - Intermusica  Arhivirana inačica izvorne stranice od 22. kolovoza 2011. (Wayback Machine)
- Službena web stranica Renata Pokupić